# Bahá'í
Bahá'í (bahaizam) je monoteistička religija čiji pripadnici slijede učenja Bahá'u'lláha. Vjeruju da je Bog jedan, da sve religije potječu od istog Boga i da je čovječansvo jedno. Temeljna ideja je da je čovječanstvo poput jedne obitelji i da je došao dan ujedinjenja u jednu jedinstvenu zajednicu uz očuvanje kulturnih raznolikosti. Bahá'u'lláh (Iranac, čije ime na arapskom znači "Slava Božja") učio je da postoji samo jedan Bog koji čovječanstvu u svakom dobu pokazuje put, donosi svjetlo. Po Baha'i vjerovanju svaka od velikih svjetskih religija koja je čovječanstvu došla od Boga preko Njegovih odabranih Glasnika (... Mojsije, Krišna, Buda, Zaratustra, Isus, Muhamed...) predstavlja jednu etapu u nizu Božjih objava čovječanstvu. Bahaisti vjeruju da je Bahá'u'lláh Glasnik našeg doba, što ne znači da nove Objave neće dolaziti u budućnosti. 
Prema "The Britannica Book of the Year (1992)"  Baha'i vjernici žive i djeluju u 247 zemalja svijeta, u više od 2100 etničkih, plemenskih i rasnih skupina, a procjena je da ima oko šest milijuna vjernika.
Sjedište uprave Baha'ija nalazi se u Izraelu, u gradu Haifi.

## Poveznice
- Bahá'í svetišta - UNESCO-ova svjetska baština u Izraelu
- Babizam

## Vanjske poveznice
- www.bahai.hr
- bahai.htnet.hr  Arhivirana inačica izvorne stranice od 14. srpnja 2014. (Wayback Machine)
- bahai.org